# Erythranthe tenella
Erythranthe tenella är en gyckelblomsväxtart som först beskrevs av Aleksandr Andrejevitj Bunge, och fick sitt nu gällande namn av Guy L. Nesom. Erythranthe tenella ingår i släktet Erythranthe och familjen gyckelblomsväxter. Inga underarter finns listade i Catalogue of Life.